# Страшен филм 4
„Страшен филм 4“ (на английски: Scary Movie 4) е американски филм, продължение на Страшен филм 3. Филмът е режисиран от Дейвид Зукер, по сценарий на Крейг Мейзин и Пат Профт. Излиза на 14 април 2006 г.
Страшен филм пародира филмите Убийствен пъзел, Убийствен пъзел 2, The Village, Гняв, Война на световете, Момиче за милиони, Планината Броукбек и др.

## Сюжет
Внимание:  Текстът по-долу разкрива сюжета на произведението (или части от него)!
След като са били отвлечени, баскетболистът Шакил О'Нийл и докторът по психология Фил Макгроу идват в съзнание и се оказват оковани в изоставена стая. Куклата Били се появява на телевизионния екран, разкривайки, че О'Нийл и Макгроу са в игра на оцеляване. Те вдишват отровен газ и имат само две минути, за да получат противоотрова. След няколко опита О'Нийл успешно хвърля камък в баскетболен кош и две ножовки падат при похитителите, които, както разбира д-р Фил, не са предназначени да режат веригата, а да отрязват краката. Хитрият Шакил провокира д-р Фил първо да отреже крака си, но Макгроу отрязва грешния си крак, припадайки, оставяйки и двамата да умрат.
Междувременно Синди Кембъл посещава Том Логан в Ню Йорк. Съпругът ѝ Джордж е починал, а племенникът ѝ Коди е във военна академия, оставяйки Синди съвсем сама. Грешка на Том, който изпива много водка и виагра едновременно, го води до смъртта – той пада от балкона, а Синди трябва да се грижи за г-жа Норис, която живее в обитавана от духове къща. В съседната къща живее Том Райън, оператор на кран, който трябва да работи от сутрин до вечер, за да плаща издръжка на бившата си съпруга. Синди и Том се влюбват, но внезапно и Ню Йорк, и Съединените щати са атакувани от извънземни, които с помощта на „лъчи на смъртта“ унищожават хората, като ги превръщат в пара.
Том набързо напуска града с децата си, докато Синди се събира отново с приятелката си Бренда Мийкс. Следвайки инструкциите на японско момче призрак, което общува със Синди, приятелите се отправят към мистериозно село и се озовават в изолирана общност. Главата на селото Хенри Хейл позволява на Синди и Бренда да живеят в селото, но им забранява да го напускат. Междувременно спешна среща на ООН, водена от президента на САЩ Бакстър Харис, решава как да победи извънземните. Американските военни залавят един от генераторите на лъчи на смъртта и обръщат полярността на електрическите контакти. Сега лъчът не изпарява човека, а само унищожава дрехите му. Демонстрирайки тези нови възможности, президентът Харис оставя не само себе си гол, но и всички представители на Обединените нации.
Том и децата му продължават да шофират из страната и внезапно се оказват насред война между американската армия и извънземните. Развълнуван от битката, Роби бяга, а Том и Рейчъл са пленени от гигантски крачещ извънземен кораб. Синди и Бренда също са заловени от извънземните и всички се озовават в стаята, показана в началото на филма. Оказва се, че нашествието е организирано от куклата Били, който предлага на Том, Синди и Бренда „игра за оцеляване“. Виждайки колко далеч е готов да стигне Том, за да спаси децата си, Били осъзнава грешките си, извинява се за нахлуването и освобождава всички. Роби и Рейчъл успешно се завръщат при майка си, а Бренда се обвързва романтично със Золтар, брата на Били.
Епилог, развиващ се един месец по-късно, разказан от Джеймс Ърл Джоунс, който впоследствие е блъснат от автобус, показва как Бренда има бебе, Махалик и Си Джей възобновяват хомосексуалната си връзка, а президентът на САЩ Харис открива любовта с патица. Междувременно Том се появява в токшоуто на Опра Уинфри и признава любовта си към Синди, като скача като луд, хвърля Синди през стаята, след това чупи китките на Опра и след това я удря със стол.

## Пародирани филми
- „Война на световете“ – основната пародия на филма: атаката на извънземни и оцеляването на Том и неговите деца.
- „Гняв“ – Синди получава работа като медицинска сестра в прокълната къща, където среща момче призрак.
- „Селото“ - Синди и Бренда се озовават в село, изолирано от цивилизацията.
- „Убийствен пъзел“ – В началото на филма известният баскетболист Шакил О'Нийл и д-р Фил Макгроу са приковани към тръби и за да избягат от смъртта, трябва да си отрежат краката. Сцената също пародира неспособността на Шакил О'Нийл да стреля наказателни удари.
- „Убийствен пъзел 2“ – Синди и Бранд са оборудвани с капани, наречени „Маската на смъртта“. За да се освободи, Синди трябва да изреже собственото си око, зад което се крие ключът.
- „Момиче за милиони“ – Синди се бие с Майк Тайсън, облечен в женски дрехи.
- „Планината Броукбек“ – Си Джей и Махалик правят любов в палатка.
- „Дюс Бигалоу: Европейското жиголо“ – котка захапва члена на Том Логан.
- „Господарят на желанията“ – сцена с оператор на кран, върху който пада огромен контейнер.
- „Последен изход“ – в края на филма Джеймс Ърл Джоунс е блъснат от автобус.
- „Шон от мъртвите“ – Си Джей и Махалик се бият с ранени хора, мислейки ги за зомбита.

## Снимачен процес
- В интервю Анна Фарис заявява, че не иска да участва в този филм, но не може да откаже хонорара от 1 милион долара.
- Това е първият филм от поредицата „Страшен филм“, заснет в HD качество.
- След като Dimension Films напускат Disney, това е първият филм, издаден от The Weinstein Company.
- Официалният плакат за филма представя Кинг Конг сред другите герои, но той не се появява във филма и няма пародия на него.
- Актьорът Бил Пулман също участва в „Гняв“ (2004), който е пародиран в този филм.
- В оригиналния сценарий авторите възнамеряват да направят пародии на филмите „Къщата на восъка“ (2005) с Парис Хилтън и Елиша Кътбърт и „Нощен полет“ (2005) с Андре Бенджамин, но по-късно тези пародии са изоставени.
- За заснемането на голия президент Харис, Лесли Нилсен, която изиграва този герой, носи латексов „костюм“, представящ „увиснало старо тяло“. Така в кадъра зрителите виждат не истинското, а „фалшиво“ тяло на Нилсен.

## Филми от поредицата за „Страшен филм“
Поредицата „Страшен филм“ включва 5 филма:
- Страшен филм (2000)
- Страшен филм 2 (2001)
- Страшен филм 3 (2003)
- Страшен филм 4 (2006)
- Страшен филм 5 (2013)